# Ballroom-scene

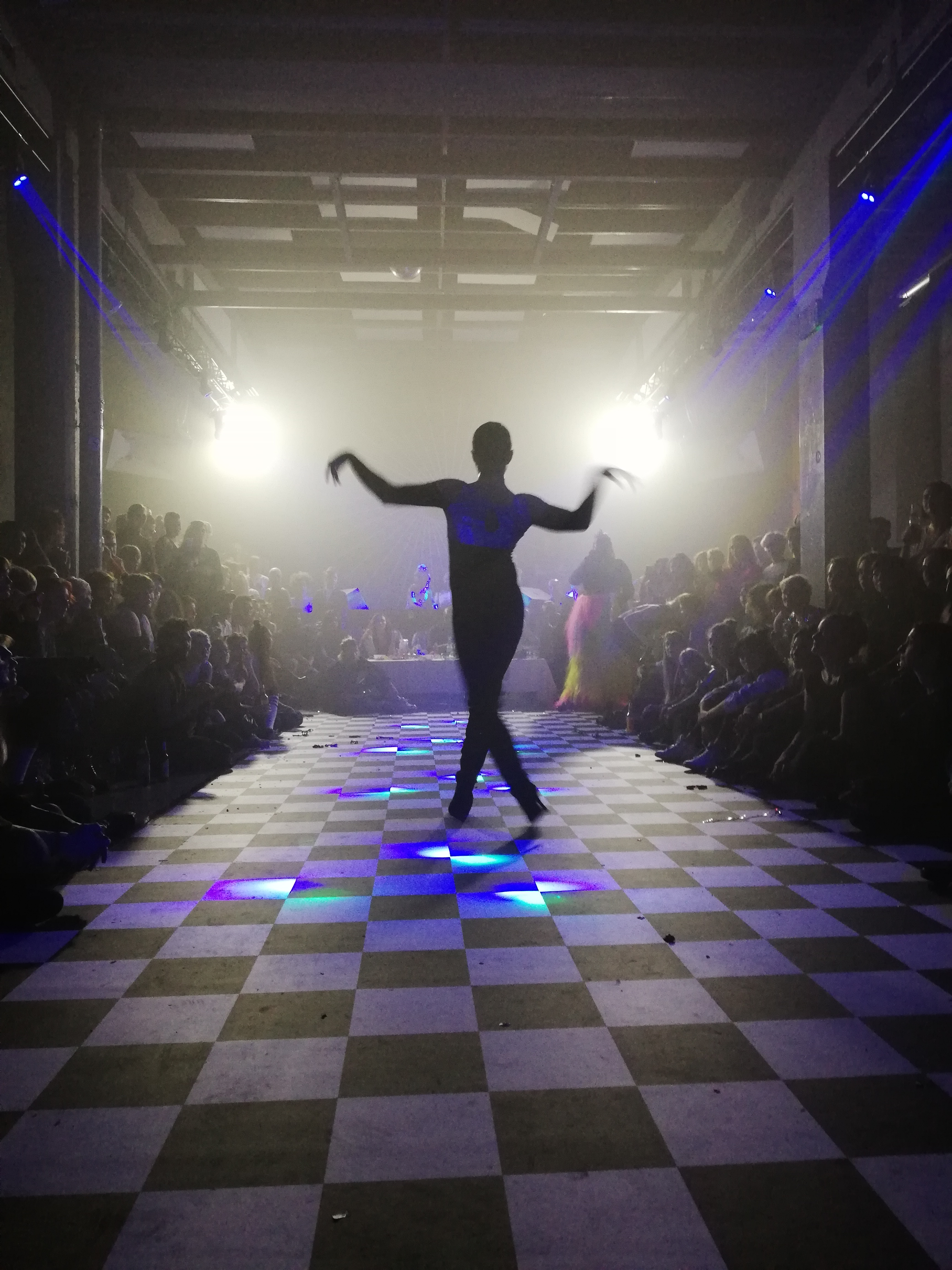
Ball Culture, Give me life-festival, Berlijn 2018

De ballroom-scene (ook balcultuur, drag ball cultuur en soortgelijke termen) beschrijft een Afro-Amerikaanse en Latijns-Amerikaanse beweging in de Amerikaanse LGBTQ-scene die zijn oorsprong vond in New York. Het gaat om evenementen die "balls" worden genoemd waar deelnemers lopen op een catwalk met als doel om in verschillende categorieën te strijden om prijzen, trofeeën of glorie. De wedstrijden bestaan uit een mix van dans, drag, lipsynchronisatie en modellopen. De meeste deelnemers zijn lid van een 'huis' (American house), in scene- jargon een familienetwerk buiten de biologische familie van herkomst. Sommige mensen hebben het over hun 'gekozen familie'. In Nederland is er 'The House of Vineyard'.

## Geschiedenis

### Vanaf 1880
William Dorsey Swann, de eerste persoon die zichzelf beschreef als drag queen, organiseerde een reeks drag balls in Washington, D.C. in de periode 1880-1890. Omdat deze evenementen geheim waren, werden de uitnodigingen vaak discreet gedaan op plaatsen als de YMCA. Swann werd herhaaldelijk gearresteerd bij politie-invallen, waaronder in het eerste gedocumenteerde geval van arrestaties van vrouwelijke imitaties in de Verenigde Staten op 12 april 1888. In de jaren 1920 werden de bals meer bekend bij het publiek. Wat ooit bekend stond als Maskerade- en Burgerbals werd door het grote publiek "Faggots Balls" genoemd, nadat bekend werd dat deze spektakels werden bezocht door homo's, lesbiennes en transgenders. De bals trokken niet alleen homo's aan, maar ook heterokunstenaars, schrijvers en balliefhebbers buiten de LGBTQ-gemeenschap bezochten deze spektakels vanwege hun vermaarde reputatie. Hoewel drag balls werden gecreëerd voor het plezier en als een plek om in contact te komen met andere homo's, hielp de connectie van de befaamde balls met LGBTQ-mensen de weg vrijmaken voor de vestiging van de queer-cultuur.

### Vanaf 1970
Een drag queen uit Harlem die Lottie heette, vroeg in 1970 aan Crystal LaBeija om samen met haar een bal te promoten. Crystal stemde toe, zolang zij de onbetwiste ster van het bal was. Om Crystal verder te strikken, stelde Lottie voor een groep op te richten en deze het "Huis van LaBeija" te noemen, waarin Crystal de leider of "moeder" zou zijn. Zo werd het huis geboren, en Crystal en Lottie's bal werd het "eerste jaarlijkse Huis van Labeija Bal" in Harlem. Gedurende de jaren 1970 ontstonden er steeds meer huizen, genoemd naar hun stichtende moeders en vaders - de Huizen van Corey, Dior, Wong, Dupree, Plenty en Pendavis waren enkele van de eerste huizen.
Ondanks de verschillende situaties waarmee de community te maken had zoals armoede, discriminatie en in de jaren 1980 de aids epidemie floreerde de beweging.
Madonna maakte in 1990 de beweging meer mainstream, in haar videoclip voor het liedje Vogue gebruikte ze twee dansers afkomstig van het huis Xtravaganza. Ook de documentaire Paris is burning, dat de Grand Jury Prize won op het Sundance Festival zorgde voor meer bekendheid.

## Houses
'Houses' functioneren als alternatieve gezinnen en zijn bedoeld om onderdak, steun en veiligheid te bieden aan mensen die vaak uit hun oorspronkelijke huis zijn gezet. De huizen worden gerund door "moeders" en "vaders", meestal oudere en gerespecteerde leden van de ballroombeweging die hebben laten zien wat ze kunnen. De huisouders nemen een mentor- en rolmodelfunctie op zich voor de zogenaamde 'kinderen' in hun gezin en bieden hen begeleiding en sociale ondersteuning. Sommigen delen zelfs hun huis met hun kinderen om hen te beschermen tegen dakloosheid. De kinderen van een huis worden beschouwd als "broers en zussen".
Elk huis heeft een symbolische naam waarbij de leden van het betreffende huis deze naam vaak als achternaam aannemen. Bekende huizen zijn:
- The Royal House of LaBeija (opgericht door Crystal LaBeija, medeoprichter van de ballroomcultuur; en voornamelijk geleid door Pepper LaBeija in de jaren tachtig en negentig)
- Het Huis van Xtravaganza (opgericht door Hector Valle, en voornamelijk geleid door Hector Xtravaganza en Angie Xtravaganza in de jaren '80)